# Love Is Dead (album Kerli)
Love Is Dead è l'album di debutto della cantante estone Kerli, pubblicato l'8 giugno 2008 negli Stati Uniti dalla Island Records e il 27 febbraio 2009 in Italia dalla Universal.
L'album è stato prodotto da David Maurice.

## Tracce
1. Love Is Dead – 4:39 (Kerli Kõiv, David Maurice, Miles Gregory)
2. Walking on Air – 4:29 (Kerli Kõiv, Lester Mendez)
3. The Creationist – 3:39 (Kerli Kõiv, Guy Chambers)
4. I Want Nothing – 3:59 (Kerli Kõiv, David Maurice)
5. Up Up Up – 3:26 (Kerli Kõiv, David Maurice)
6. Bulletproof – 5:04 (Kerli Kõiv, Thomas Who)
7. Beautiful Day – 4:07 (Kerli Kõiv, Dead Executives)
8. Creepshow – 3:14 (Kerli Kõiv, Vanessa Bley, David Maurice)
9. Hurt Me – 3:39 (Kerli Kõiv, Lester Mendez)
10. Butterfly Cry – 4:29 (Kerli Kõiv, Krister Linder)
11. Strange Boy – 3:16 (Kerli Kõiv, David Maurice)
12. Fragile – 4:12 (Kerli Kõiv, Peter Agren, Anders Lennartsson)

Traccia bonus nell'edizione iTunes
1. Heal – 6:05 (Kerli Kõiv, David Maurice)

## Classifiche
| Classifica (2008-2009)        | Posizione massima |
| ----------------------------- | ----------------- |
| Belgio (Fiandre)              | 61                |
| Belgio (Vallonia)             | 52                |
| Estonia                       | 1                 |
| Italia                        | 64                |
| Svizzera                      | 92                |
| Stati Uniti                   | 126               |
| Stati Uniti (Top Heatseekers) | 2                 |

## Date di pubblicazione
| Nazione     | Data             | Formato               | Etichetta |
| ----------- | ---------------- | --------------------- | --------- |
| Stati Uniti | 8 luglio 2008    | CD, download digitale | Island    |
| Belgio      | 5 febbraio 2009  | CD, download digitale | Universal |
| Germania    | 24 febbraio 2009 | CD, download digitale | Universal |
| Italia      | 27 febbraio 2009 | CD, download digitale | Universal |
| Polonia     | 14 agosto 2009   | CD, download digitale | Universal |